# Frida Scotta
Frida von Kaulbach, født Frida Schytte (født 31. marts 1871 i København, død 29. april 1948 i Ohlstadt) var en dansk violinist, der optrådte som Frida Scotta. Hun giftede sig med maleren Friedrich August von Kaulbach i 1897.